# Paula Ivan
Paula Ivan (f. Ionescu), född den 20 juli 1963, är en rumänsk för detta friidrottare som under 1980-talet tillhörde världseliten i medeldistanslöpning.
Ivan började som långdistanslöpare men valde senare att springa medeldistans. Hennes första deltagande i ett internationellt mästerskap var VM 1987 i Rom där hon sprang både 1 500 meter och 3 000 meter men inte kom vidare till final. Ivan deltog även i de Olympiska sommarspelen 1988 där hon ställde upp på både 1 500 meter och 3 000 meter. På den kortare distansen var hon överlägsen och vann guld på tiden 3.53,96, en tid som fram till och med 2008 gäller som olympiskt rekord. På den längre distansen slutade hon tvåa, slagen av ryskan Tatjana Samolenko. 
Efter de olympiska spelen tog Ivan året därpå EM-guld inomhus på 1 500 meter i Haag, därefter avslutade hon sin karriär men gjorde en kort comeback år 2000, då hon deltog i ett Grand Prix-lopp på 1 500 meter.
Ivan hade även under flera år världsrekordet på en engelsk mil som hon noterade vid en tävling 1989 med 4.15,61. Först 1996 slog Svetlana Masterkova det rekordet. 